# Kochu TV
Kochu TV – indyjski kanał telewizyjny adresowany do dzieci, należący do Sun Network. Nadaje treści w języku malajalam. Został uruchomiony w 2011 roku.